# Thomas Bang
Pour les articles homonymes, voir Bang.
Thomas Jensen Bang, né en 1600 à Flemlose près d'Assens, et mort le 27 octobre 1661 à Copenhague, est un philologue et professeur danois.
Après ses études à Assens et Odense, il étudie à partir de 1621 à l'Université de Copenhague auprès du professeur de théologie Hans Rasmussen Brochmann (1597-1638), qui l'embauche comme précepteur pour ses enfants. En 1627, il se rend à l'étranger à Rostock, Franeker et Wittenberg pour apprendre les langues sémitiques. Il étudie l’hébreu, l’arabe et le syriaque à Paris auprès du bibliste Gabriel Sionite, et devient en 1630 professeur de langues hébraïques à l'Université de Copenhague où il est dès 1649 également bibliothécaire. En 1652, il est professeur de théologie, et en 1653 obtient son doctorat.
Sa fille Kirstine Bang (1635-1699) a épousé l'évêque d'Oslo Hans Rosing.

## Ouvrages
Il a laissé de nombreux ouvrages, dont il donne le catalogue à la fin de son Oliva sacres pacis repurgata, in-f°, Copenhague, 1654. Vingt-cinq ont été publiés, quatorze n’ont jamais vu le jour. 
- Expositio Jeremiæ, in-4°, Copenhague, 1627 ; dissertation sur le v. 24 du chap. xxiii ;
- Vindiciæ locorum Geneseos XLVIII, 16 ; VI, 1 ; Ps. xix, I, in-4°, Copenhague, 1630 ;
- Fontium Isrælis trias Jona, Michea et Ruth, in-8°, Copenhague, 1631 ;
- Trophæum protevangelium, in-4°, Copenhague, 1649, traité où il veut prouver que le « Ipse conteret caput tuum », Gen., iii, 15, ne peut être expliqué que du Christ ;
- Exercitatio de Nephilimis, in-4°, Copenhague, 1652.
- Thomæ Bangi, Cælum orientis et prisci mundi (1657)
- Thomæ Bangii, Observationum philologicarum libri duo
- Aurora Latinitatis, une grammaire latine pour les écoliers.